# Westlife
 (septembre 2013).
Si vous disposez d'ouvrages ou d'articles de référence ou si vous connaissez des sites web de qualité traitant du thème abordé ici, merci de compléter l'article en donnant les références utiles à sa vérifiabilité et en les liant à la section « Notes et références ».
Westlife est un groupe vocal pop irlandais, formé depuis 1998 à Sligo, en Irlande. Ils se sont dissous en 2012 et se sont réunis en 2018. Ils ont été signés à l’origine par Simon Cowell, créateur notamment de X-Factor au Royaume-Uni. Le groupe est composé de Shane Filan, Mark Feehily, Kian Egan, Nicky Byrne et de Brian McFadden qui a quitté le groupe en 2004.
Ils ont un total de treize sorties d’albums majeurs, dont onze sont des albums studio. Chacun des albums du groupe a connu un succès international, en Europe - mais limité en France -, en Afrique et dans une partie de l'Asie, avec des récompenses jamais égalées, égalant même les records des Beatles et aussi de Elvis Presley.
Le groupe a vendu plus de 45 millions de disques. Le groupe a reçu plus de 1,5 milliard de vues sur sa seule chaîne YouTube officielle avec plus de 2,4 millions d’abonnés à la page, ont été écoutés plus de 300 millions de fois et plus de 550 millions de flux sur Spotify en 2018 et plus d’un million d’abonnés sur cette plateforme multimédia en streaming en mai 2019.

## Histoire du groupe

### Origine, Rencontre du groupe
Kian Egan, Mark Feehily et Shane Filan étaient des camarades de classe au Summerhill College de Sligo, en Irlande. Tous les trois ont participé à une production scolaire de Grease avec d’autres personnes telles que Derrick Lacey, Graham Keighron, et Michael Garrett. Ils considéraient cela comme le début de Westlife. Les six personnes mentionnées ont formé un groupe vocal pop appelé Six as One en 1997. Ils ont changé leur nom de groupe en IOYOU plus tard. Avant cela, Egan faisait partie d’un groupe punk-rock appelé Skrod. Le groupe, dirigé par la chorégraphe Mary McDonagh et deux autres managers informels, a sorti un single intitulé « Together Girl Forever » sous Sound Records qui a été écrit par Feehily et Filan avec ses compatriotes Irlandais Those Nervous Animals et The Strong sont des membres du groupe Lonely Padraig Meehan et Daragh Connolly. Une autre chanson de « Everlasting Love » incluse dans le single a été écrite par Feehily, Keighron, Meehan et Connolly. Il y a aussi une chanson inédite appelée «  Good Thing » . McDonagh rencontre Egan comme une étudiante de six ans à ses cours hebdomadaires de danse, et fait la connaissance de Filan et Feehily au début de leur adolescence alors qu’ils entaient dans des spectacles comme Oliver! et Godspell pour Sligo Fun Company.
Louis Walsh, le directeur de son compatriote irlandais Boyzone, a fait la connaissance du groupe après avoir été contacté par la mère de Filan, Mae Filan, mais le groupe n’a pas réussi à obtenir un contrat d’enregistrement BMG avec Simon Cowell. Cowell a dit à Walsh : « Vous allez devoir en tirer au moins trois. Ils ont de grandes voix, mais ils sont le groupe le plus laid que j’ai jamais vu dans ma vie» . McFadden faisait partie d’un groupe de R&B appelé Cartel avant cela.
Le nouveau groupe, formé le 3 juillet 1998, a été rebaptisé Westside, mais ce nom était déjà utilisé par un autre groupe, il a donc été changé pour Westlife. Il a été révélé que Walsh les appelait déjà Westlife avant que le nom de Westside n’arrive. Dans Westlife - Our Story, Byrne révèle que, contrairement aux autres membres du groupe, il tient à changer le nom pour West High. McFadden a également changé l’orthographe de son nom en Bryan pour faciliter la signature d’autographes. Ils ont réussi à obtenir un contrat de disque majeur la deuxième fois sous BMG avec toutes les autres maisons de disques en compétition. Ils ont signé un contrat record de quatre millions de livres avec RCA Records. La première grande pause de Westlife a eu lieu en 1998 quand ils ont ouvert pour les concerts de Boyzone et Backstreet Boys à Dublin. Le chanteur de Boyzone Ronan Keating a été amené à co-gérer le groupe avec Walsh. Plus tard, ils ont remporté un prix spécial Smash Hits Roadshow à la soirée Smash Hits Poll Winners Party de cette année-là. Leur première performance télévisée en direct en tant que groupe en Irlande et dans le monde entier a été sur la série télévisée irlandaise et le deuxième plus long du monde talk-show de fin de soirée, The Late Late Show qui a eu sa diffusion le 13 novembre 1998. Ils ont joué « Flying Without Wings ». Le groupe sort alors un EP intitulé Swear It Again par la suite. Les deux chansons enregistrées sous Westside ont été produites par Steve Mac et écrites par Mac et Wayne Hector. Le premier jeu prolongé et single a été choisi par Cowell avec la direction de son père, Eric Cowell. Son père a alors déclaré : « Je pense qu’ils seront grands ».

### Débuts retentissants du groupe avec l'albumWestlife
En avril 1999, le groupe sort son premier single, « Swear It Again » qui est immédiatement en tête des charts en Irlande et au Royaume-Uni pendant deux semaines. Il est devenu le single le plus vendu en une semaine par un artiste débutant. Leur deuxième single, If I Let You Go, est sorti en août 1999, qui les a fait passer pour le premier boys band à avoir atteint le premier rang avec ses deux premiers singles. Ils se sont également produits pour des milliards en 1999 à la télédiffusion de Miss World avec cette chanson. Le troisième single est le très acclamé « Flying Without Wings » (leur premier 'Record of the Year' et leur troisième single no 1), sorti en octobre de la même année, lui emboîtent également le pas. Il en a fait le seul acte irlandais et le quatrième acte à faire ses débuts à la première place avec leurs trois premiers singles, B-Witched, Robson et Jerome, et Spice Girls étant les trois autres. « Flying Without Wings » a également été inclus sur la bande originale du film de Warner Bros., Pokémon 2 : Le pouvoir est en toi. Leur premier album, simplement intitulé Westlife, est sorti en novembre 1999 et est allé à la 2e place au Royaume-Uni et leur premier numéro 1 en Irlande. L’album a été le plus grand dropper chart sur le top 40 dans l’histoire de la musique au Royaume-Uni quand, dans sa 58e semaine sur les charts, il a bondi de n '79  avant de tomber à n '37 la semaine suivante. Malgré l’histoire, l’album réussit à atteindre la première place en Écosse en 2001 après avoir été présenté en première au Scottish Albums Chart en 1999.
En décembre 1999, un quatrième single et un double face A est sorti, I Have a Dream / Seasons in the Sun. Il a battu la chanson de Cliff Richard The Millennium Prayer hors de la première place et leur a valu le 1999 Royaume-Uni de Noel numéro un single. Il s’agit également de leur quatrième single numéro 1. Il s’agit du premier numéro 1 officiel de musique unique dans la décennie des années 2000 du UK Singles Chart et aussi le dernier numéro 1 officiel de la musique unique dans la décennie des années 1990 du UK Singles Chart. Ils sont également le seul acte de musique à avoir quatre numéros un dans le Royaume-Uni Singles Chart en seulement un an. Le cinquième et dernier single de l’album, « Fool Again », a également atteint la première place. Avec cela, ils ont battu des records d’être le seul groupe masculin à avoir tous les singles libérés d’un album pour atteindre le numéro 1 au Royaume-Uni et le seul groupe masculin avec la plupart des chansons originales dans un album qui est allé directement à la première au Royaume-Uni avec plusieurs et / ou avec quatre singles originaux. Par la suite, Westlife signe à Arista Records pour le territoire nord-américain après avoir auditionné pour le fondateur du label, Clive Davis. Puis le groupe a eu une tournée promotionnelle aux États-Unis pour leur single « Swear It Again » et a culminé à la 20e place du Billboard Hot 100. Une tournée asiatique suit à l’appui de leur premier album avant de sortir un deuxième album.

### Le succès mondial avecCoast To CoastetWorld Of Our Own(2000 - 2002)

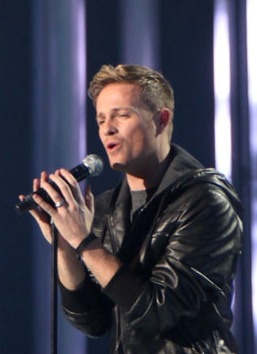
Nicki Byrne, a représenté l'Irlande à l'Eurovision en 2016

Coast to Coast, leur deuxième album, est sorti un an plus tard et a été leur premier album numéro 1 au Royaume-Uni, battant le troisième album des Spice Girls Forever par une large marge ; cette bataille des charts a été largement rapportée par les médias britanniques. Il est devenu le 4e album le plus vendu du pays en 2000. Il s’agit de leur deuxième album numéro 1 en Irlande. L’album a été précédé d’un duo avec Mariah Carey (Against All Odds (Take a Look at Me Now)) et de la chanson originale My Love . Les deux simples ont atteint la première place des charts britanniques, respectivement leur sixième et septième numéro un. Avec cela, Westlife a battu le record des singles consécutifs numéro 1 au Royaume-Uni, ayant leurs sept premiers singles au sommet et est devenu le plus rapide acte de musique battant le record précédent d’Elvis Presley de trois ans contre 23 mois pour obtenir chacun son premier numéro 1 singles et deuxième acte de musique d’avoir la plus longue chaîne de numéros un dans l’histoire du Royaume-Uni. Cependant, en décembre 2000, leur huitième single exclusif en Irlande et au Royaume-Uni, What Makes a Man, n’a fait ses débuts qu’au numéro 2. En dehors du Royaume-Uni et de l’Irlande, ils ont obtenu le succès des charts avec I Lay My Love On You et When You’re Looking Like That[Où ?]. Cette fois aussi, ils ont été inclus dans la liste des dix premiers salariés (?) de tous les actes au Royaume-Uni et en Irlande et vendu plus de 2,5 millions d’unités dans la région Asie-Pacifique. Toujours cette année, ils ont lancé leur première tournée mondiale, « Where Dreams Come True Tour ». Un enregistrement d’un concert de la tournée en direct de Dublin est sorti le 19 novembre 2001. 

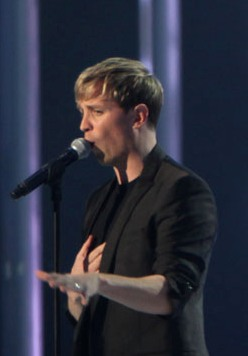
Kian Egan, membre du groupe, et coach à The Voice en Irlande

Toujours dans le même mois et l’année, Westlife a sorti son troisième album World of Our Own, leur deuxième album n° 1 au Royaume-Uni et leur troisième album numéro 1 en Irlande.
« Uptown Girl », « Queen of My Heart » et « World of Our Own » ont été sortis en simple et ont tous atteint la première place au Royaume-Uni, devenant leurs huitième, neuvième et dixième numéro un respectivement,,. Avec leur dixième numéro 1, ils entrent dans l’histoire en étant le numéro de musique ou le groupe le plus court à avoir dix ou deux figures numéro un dans le UK Singles Chart (2 ans et 10 mois ou 149 semaines) - plus de 3 mois plus vite que les Beatles (165 semaines). Bop Bop Baby a également été sorti en single, mais il n'a atteint que la 5e place au Royaume-Uni. En 2002, Westlife a fait sa deuxième tournée mondiale, le World of Our Own Tour (In The Round). Au total, en 2002, IRMA a attribué au groupe la plaque célébrant un million d’unités vendues en Irlande et le groupe s’est classée septième en tant que millionnaires irlandais de moins de 30 ans avec 18 millions d’euros pour les cinq membres. Pour chaque représentation, chaque membre du groupe recevra 228 000 euros, ce qui signifie que les 68 dates leur sont ratissées d’ici juin 2002. L’argent a été tiré des ventes de leurs marchandises, tandis qu’un accord publicitaire récent avec Adidas valait 488 000 euros pour chacun d’eux avec un total de 3,33 millions d’euros chacun à la fin de lad.

### Unbreakable,Turnaroundet Départ de Bryan McFadden (2002 - 2004)
Le groupe a vendu plus de 12 millions de disques en l’espace de trois ans au cours de cette période . Ils sortent leur onzième single encore une fois numéro 1 britannique, « Unbreakable » en 2002 . Au milieu des rumeurs d’une scission, Westlife sort son premier album de plus grands succès en novembre de la même année intitulé Unbreakable - The Greatest Hits Vol. 1, qui a fait un zoom jusqu’au numéro 1 au Royaume-Uni et en Irlande. Leur troisième numéro 1 au Royaume-Uni et le quatrième en Irlande. Toujours pendant ce temps, Westlife a remporté un autre record du monde Guinness pour la plupart des apparitions publiques par un groupe pop dans une période de 36 heures. Le groupe a fait des arrêts dans cinq villes différentes (Dublin, Belfast, Edimbourg, Londres et Manchester) pour promouvoir leur nouvel album de l’époque. La sortie a été suivie par le double A-side single « Tonight""/"Miss You Nights », qui a débuté à la 3e au Royaume-Uni et no 1 en Irlande . À cette époque, Because Films Inspire réalise un documentaire télévisé intitulé « Wild Westlife », réalisé par Iain MacDonald et met en vedette le groupe, mettant en vedette leur vie quotidienne en tant que musiciens et leurs expériences de tournée. Il a été diffusé sur BBC Choice . En 2003, Westlife part en tournée mondiale, The Greatest Hits Tour, et invite à jouer au Tattoo militaire annuel d’Édimbourg, haussant les épaules des rumeurs d’une scission qui est ce que font la plupart des groupes pop après un album et une tournée Greatest Hits. Un enregistrement d’un concert de la tournée, en direct de Manchester, est sorti en novembre 2003.
Retour en septembre 2003, Westlife a publié « Hey Whatever », qui a culminé à la 4e au Royaume-Uni . Leur quatrième album studio, Turnaround, sort alors en novembre, remportant l'Award du meilleur groupe du numéro 1 du Royaume-Uni, le quatrième. L’album est également leur cinquième numéro 1 en Irlande. « Mandy », est sorti une semaine avant la sortie de l’album. Le douzième single du groupe. Leur version leur a valu leur troisième record de l’année, en moins de cinq ans. Leur version de « Mandy » est également considérée comme le single avec le plus long saut vers le haut (de numéro 200 à no 1) dans l’histoire de la musique au Royaume-Uni  « Obvious » est sorti comme le dernier single de l’album, allant à la 3e place.
Le 9 mars 2004, trois semaines seulement avant de se lancer dans leur quatrième tournée mondiale, McFadden quitte le groupe pour passer plus de temps avec sa famille et six mois plus tard pour lancer des projets de musique solo. 
Moins d’un mois après le départ de McFadden, le groupe a lancé son « Turnaround Tour ». Une version en direct de « Flying Without Wings » de ladite tournée a été publié comme un téléchargement officiel au Royaume-Uni, ce qui leur vaut le premier officiel téléchargements au Royaume-Uni n ' 1. Un enregistrement d’un concert de la Tournée Turnaround, en direct de Stockholm, en Suède, est sorti en novembre 2003.

### Face to Face,Back Home(2004–2008)
En septembre 2004, ils se sont produits aux World Music Awards, où ils ont été reconnus comme le meilleur groupe irlandais de cette année-là. Ils ont ensuite sorti un album inspiré de Rat Pack et un cinquième album, qui a atteint le sommet au 3e rang. Aucun single de cet album n’a été publié au Royaume-Uni, mais « Ain’t That a Kick in the Head? », accompagné d’un clip vidéo, a été publié en téléchargement numérique au Royaume-Uni et a culminé à la 4e et comme un single physique dans d’autres pays européens. « Smile » et « Fly Me to the Moon », tous deux avec des vidéos musicales, ont également été publiés en téléchargement numérique seulement.

En 2004, ils ont déjà vendu plus de 30 millions d’albums, ont fait le plus grand live au Royaume-Uni, en faisant environ 4 millions d’euros chacun comme indiqué en 2005. En octobre 2005, Westlife revient avec son single de retour, You Raise Me Up, qui est tiré de leur sixième album Face to Face, leur treizième numéro 1. Le 5 novembre 2005, l’album et le single étaient à la première place au Royaume-Uni, en même temps, au cours de la deuxième semaine du single. C’était la première fois que Westlife détenait à la fois le premier album et la première position dans la même semaine et le premier acte de musique irlandaise à avoir un tel exploit , Il s’agit de leur cinquième numéro 1 au Royaume-Uni et de leur sixième en Irlande. « You Raise Me Up » a été récompensé comme leur quatrième record de l’année au Royaume-Uni, pour 2005. En décembre de la même année, le groupe sort « When You Tell Me That You Love Me », un duo avec Diana Ross, comme le deuxième single, et il a fait ses débuts à sa position de pointe de n ' 2. Ce single a marqué sa quatorzième année depuis la version originale de Diana Ross a été libéré et a culminé à la 2e place, la même position dans le UK Singles Chart en 1991. Westlife a ensuite sorti un troisième single, « Amazing », qui a fait ses débuts à la 4e place. Après cela, Westlife s’embarque dans le « Face to Face Tour », voyageant abondamment au Royaume-Uni, en Irlande, en Australie et en Asie. Cette tournée marquait la première fois que Westlife se rendait en Chine continentale pour un concert.  La tournée place le groupe au sixième rang de l’année avec un nombre de représentations avec 32 spectacles et enregistre 238 718 présences payantes. Un enregistrement d’un concert de la tournée, en direct de Wembley Arena, est sorti en novembre 2006. Le groupe a été mentionné comme faisant partie des noms des groupes masculins qui ont atteint un sommet dans les ventes d’albums au Royaume-Uni en 2005 avec 45 pour cent du marché. À cette époque, ils ont déjà vendu plus de 36 millions de disques dans le monde.

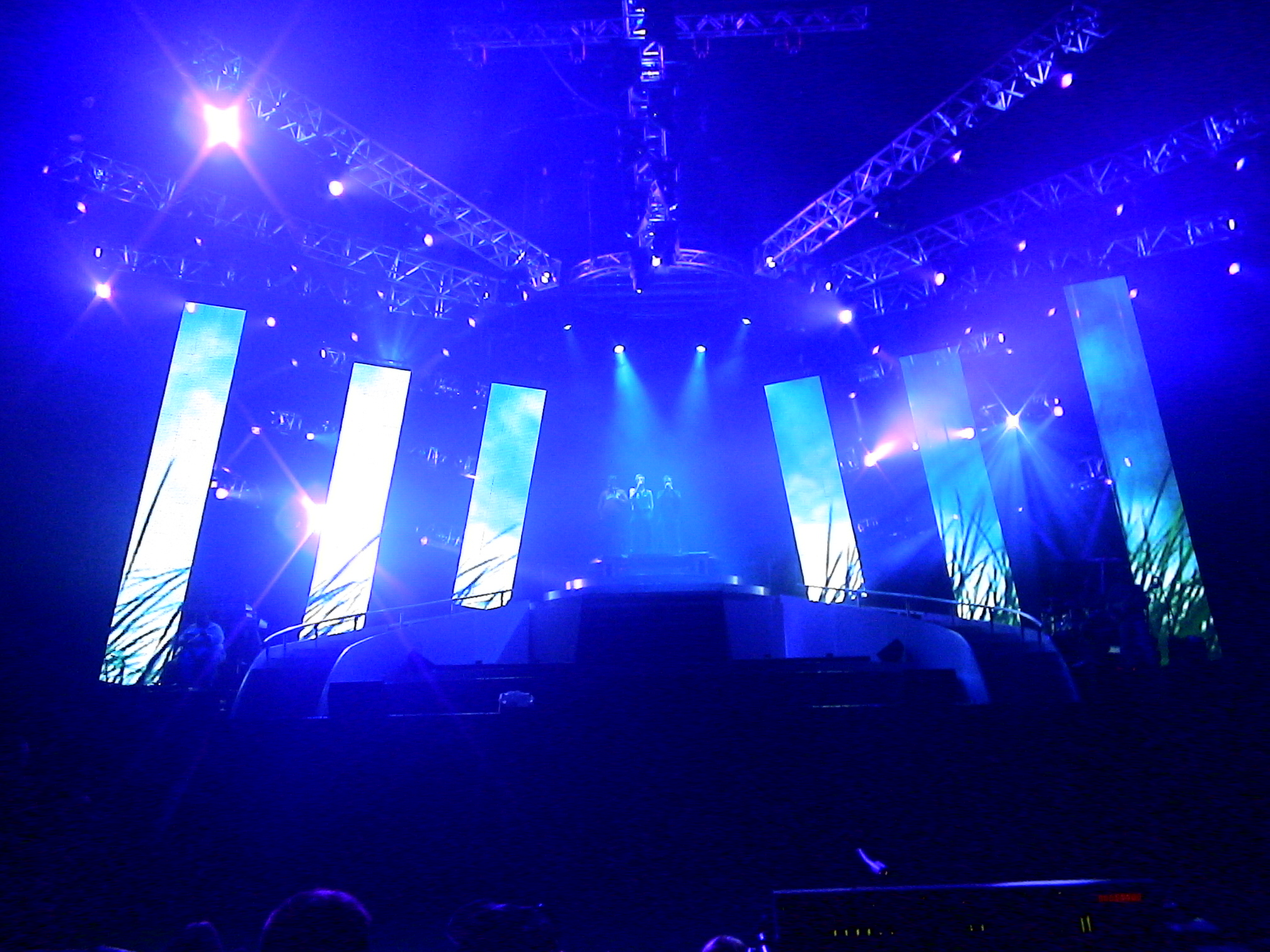
Le groupe, à Wembley à l'occasion du The Love Tour, en 2007

À la fin de 2006, Westlife signe un tout nouveau contrat de cinq albums avec Sony BMG Music Entertainment. Leur septième album, The Love Album était un album concept compilation qui se composait de reprises populaires de chanson d’amour. L’album a dépassé d’autres albums de compilation par Oasis, The Beatles, et U2 dans sa première semaine de sortie et est allé directement à la première place au Royaume-Uni et en Irlande. Il s’agit de l’album le plus vendu en 2006 en Irlande et le septième et sixième album de Westlife en Irlande et au Royaume-Uni, respectivement. De plus, le premier single de The Love Album, The Rose, est devenu leur 14e single numéro 1 au Royaume-Uni. 
Cela a fait de Westlife le troisième chanteurs (avec Cliff Richard) au Royaume-Uni d’avoir le plus de singles numéro 1, en retardant Elvis Presley (21) et les Beatles (17). En Irlande, ils se sont rendus à la deuxième place (à égalité avec les Beatles) pour avoir le plus de singles numéro un, derrière U2 (21). Ils sont également retournés sur la scène miss Mondiale où des milliards ont vu la performance exclusive en direct de The Rose. Westlife a ensuite donné le coup d’envoi de sa huitième tournée mondiale, « The Love Tour », à Perth, en Australie. Le groupe s’est ensuite rendu dans d’autres villes australiennes avant de s’installer en Afrique du Sud, au Royaume-Uni et en Irlande. La tournée a réalisé un total de 1 031 033 euros de ventes brutes secondaires.
Le 5 novembre 2007, Westlife sort son huitième album, Back Home, qui contient neuf nouvelles chansons originales ainsi que trois reprises. L’album a fait ses débuts au numéro 1 au Royaume-Uni, leur septième numéro 1. Cela les fait comme l’un des cinq seuls groupes, avec Coldplay, The Prodigy, Stereophonics, et Take That, dans l’histoire des charts au Royaume-Uni pour réclamer sept albums numéro 1. C’était aussi le cinquième album le plus vendu en 2007 au Royaume-Uni. L’album est leur huitième no 1 en Irlande. Le premier single sorti de l’album a été « Home », qui a culminé à la 3e place au Royaume-Uni.  « I’m Already There », non publié en tant que single, a réussi à tracer au Royaume-Uni sur la base de téléchargements seuls, à la suite d'une performance sur un épisode de The X Factor UK.

### 10eanniversaire du groupe et Conséquences

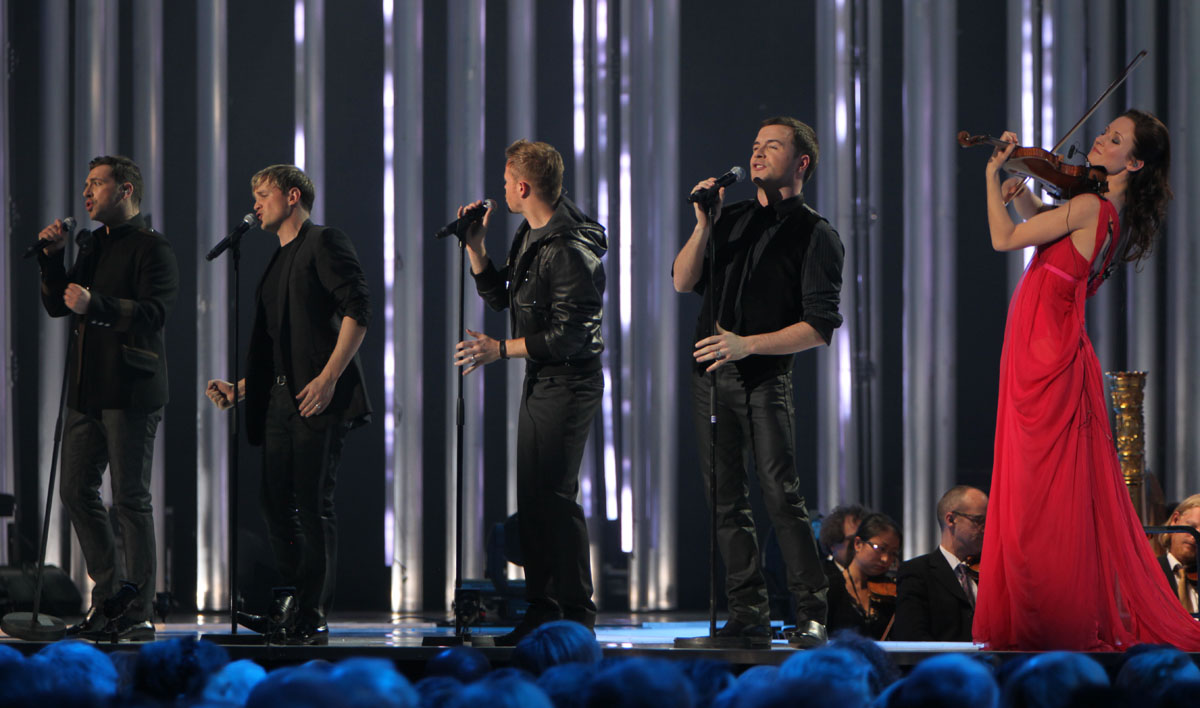
Le groupe au Nobel Peace Price Concert en 2009 avec Ragnhild Hemsing

De 2005 à 2008, Music Week a révélé sur leur site Web que Westlife était le troisième grand numéro de tournée officiel alors qu’ils étaient le septième premier acte de tournée de 2008. Le 28 mars 2008, après 27 spectacles à guichets fermés, en l’espace de 10 ans et ont vendu 250 000 billets. Les quatre membres ont été présentés avec une plaque moulée de leurs mains, qui peut également être vu dans le Wembley Square of Fame similaire à Hollywood Walk of Fame. Alors pour marquer leur dixième année musicale, Westlife met en scène un spécial 10 Years of Westlife, un concert à guichets longs au monde trente-troisième plus grand et quatrième plus grand stade d’Europe, Croke Park, le 1er juin 2008 qu’Egan a décrit comme un « extravagance pop ». 

### Where We AreandGravity(2009 - 2010)
Leur dixième album, Where We Are, est sorti le 30 novembre 2009 au Royaume-Uni et atteint la deuxième place des albums irlandais et britanniques . Le single principal, « What About Now », est sorti quelques semaines plus tôt le 23 octobre 2009, avec des téléchargements numériques disponibles la veille. Ledit single a atteint la deuxième place des charts irlandais et britanniques et s’est classé au 85e rang du classement officiel des ventes de fin d’année. Après ce mois-ci a été l’annonce du Livre Guinness des records du monde pour Westlife comme le groupe d’albums le plus vendu du XXIe siècle avec 10,74 millions d’albums vendus au Royaume-Uni seulement.
Ils ont également fait partie du single de charité Haïti au début de 2010 avec, « Everybody Hurts », qui a été organisé par Cowell .  Ledit single a culminé à la première place sur les deux Irlandais et UK Singles Chart. La tournée à l’appui de cet album s’intitule « The Where We Are Tour ». La tournée s’est inscrite au numéro 50 de la tournée de concerts haut pour le troisième trimestre de l’année avec 241 865 ventes de billets . Un enregistrement d’un concert de la tournée, en direct de Londres, est sorti en novembre 2010. Le onzième album a été enregistré et traité avec l’auteur-compositeur et producteur John Shanks à Londres et Los Angeles et a été entièrement produit par Shanks. Le 14 novembre 2010, le single « Safe » est sorti. Il a fait ses débuts sur le UK Singles Chart le 21 novembre, donnant au groupe leur 25e Top 10 single au Royaume-Uni. 
Le nouvel album intitulé Gravity est sorti le 22 novembre 2010 .  Il est allé à no 1 en Irlande et no 3 au Royaume-Uni. Il s’agit de leur neuvième numéro 1 en Irlande et cet album a fait de Westlife l’un des rares groupes musicaux et le groupe pop et le seul groupe pop à avoir le numéro un des albums en trois décennies consécutives (1990, 2000, 2010) dans leur pays d’origine.
Alors que la décennie des années 2000 se termine avec 275 singles a atteint la première place du classement au Royaume-Uni. Au cours de cette période, Westlife a été l’acte musical le plus réussi et le groupe à atteindre la première place avec 11 singles no 1 seulement de lad. Dix de leurs quatorze singles no 1 ont été libérés et sont venus de cette décennie. Westlife est également le deuxième plus grand numéro de musique de vente au Royaume-Uni du XXIe siècle. Et deuxième de la liste des artistes de la dernière décennie, les années 1990, dans les albums et les singles charts du Royaume-Uni. Alors qu’en 2005, la moitié de la décennie, ils étaient les cinquièmes. 

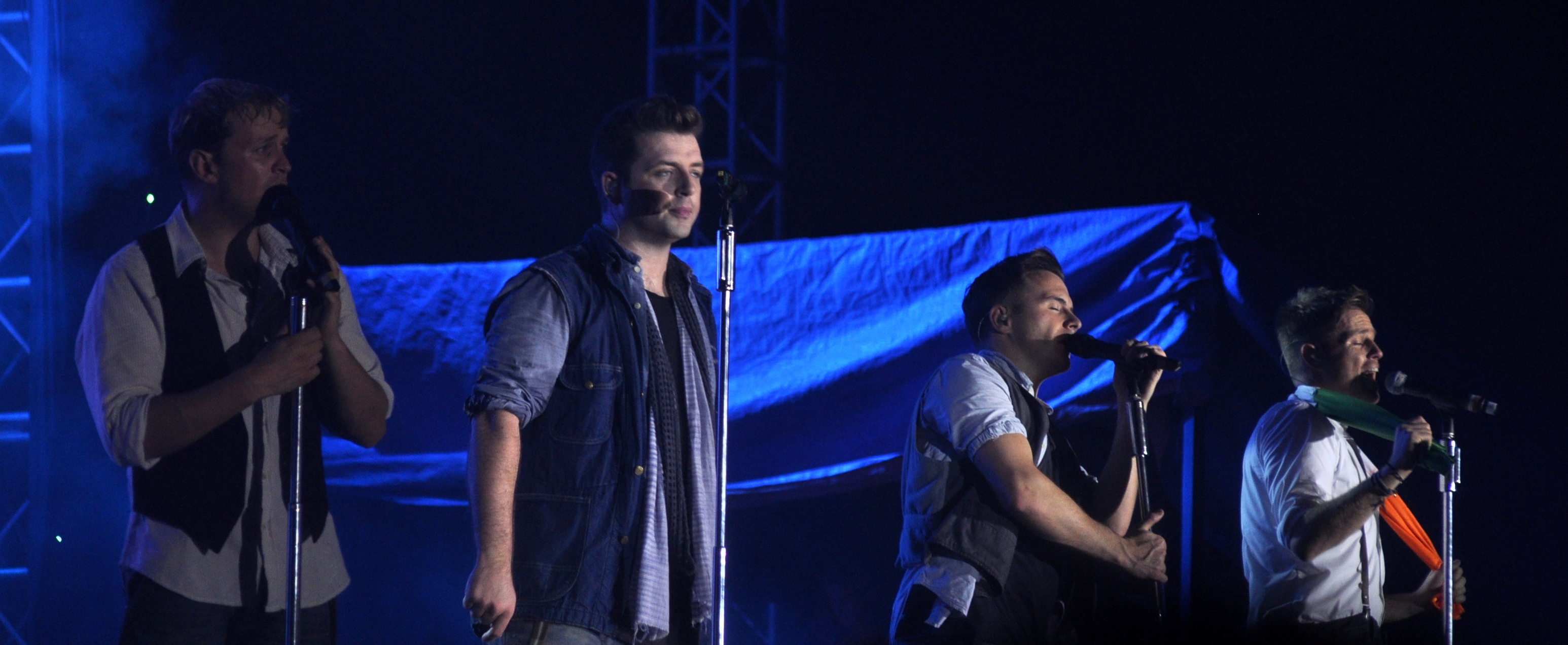
Westlife au Gravity Tour, au Viethnam

Westlife a été nommé quatrième artiste de musique le plus travailleur et troisième groupe le plus travailleur au Royaume-Uni par PRS en 2010. Également de ladième année Billboard compilé les meilleurs actes de tournée internationale dans le monde entier, le groupe se classe 14e avec 5 104 109 $ estimé prise nette de grosses tournées (en supposant un artiste typique de 34% coupé après commissions et dépenses). En mars 2011, ils entament leur onzième grande tournée de concerts, la Gravity Tour. Cette tournée marquait la première fois que le groupe se rendait à Oman, en Namibie, à Guangzhou et au Vietnam pour des concerts.

### LeGreatest Hitset la Séparation du Groupe et Carrière solo
En 2011, le groupe est le groupe le plus ancien et le deuxième plus ancien numéro un du XXIe siècle au Royaume-Uni. Le 14 mars 2011, Westlife a confirmé qu’ils avaient quitté Cowell après 13 ans et son label Syco Music après neuf ans. Le groupe a cité la décision de Syco de ne pas sortir un deuxième single de Gravity comme la raison pour laquelle Byrne l’a estimé comme une autre raison d’être mal aimé.
Après être retournés à RCA Records à temps plein pour un contrat d’un an, ils annoncent leur album Greatest Hits qui sortira le 21 novembre 2011. Il a fait ses débuts à la première' en Irlande et au 4e rang au Royaume-Uni. Il s’agit de leur dixième album numéro 1 en Irlande. Le premier single, « Lighthouse » est sorti en novembre 2011. Et un single promotionnel de suivi « Beautiful World » sorti plus tard. En octobre 2011, Egan a exclu les spéculations selon lesquelles McFadden se réunirait avec eux pour le nouvel album de compilation et sa promotion pour une émission de télévision. Egan a dit: "Toutes les rumeurs sur Brian re-rejoindre Westlife sont fausses. Nous avons été un 4 pièce depuis trop longtemps maintenant. On aime Brian, mais ça ne le sera pas." 

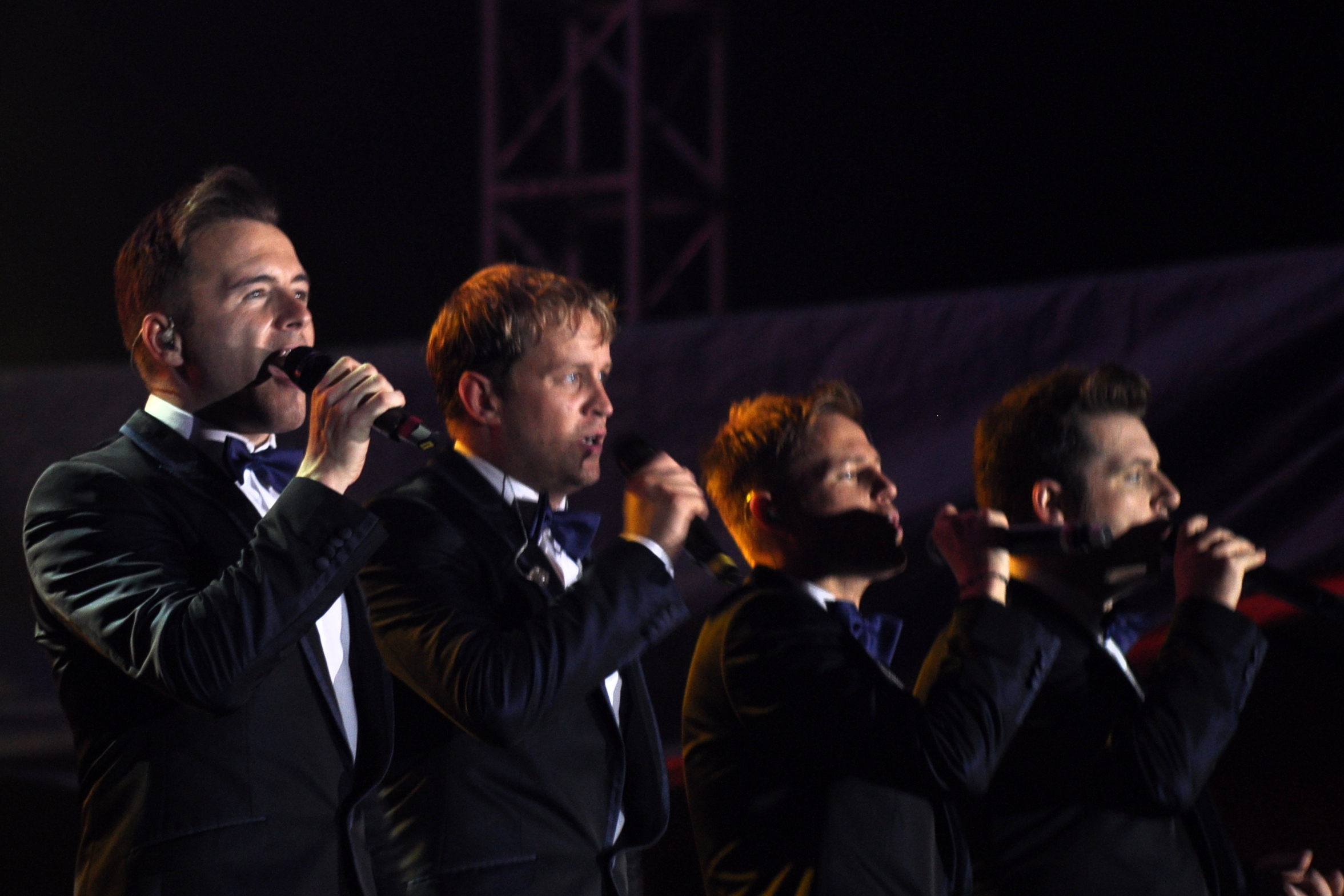

Une tournée au Royaume-Uni a été officiellement annoncée le 18 octobre 2011, avec des dates confirmées pour mai 2012 et elle s’intitulait The Greatest Hits Tour ou The Farewell Tour . Stereoboard a rapporté que la visite s’est vendue en quelques minutes. Le 19 octobre 2011, Westlife annonce officiellement qu’elle se sépare après un album et une tournée,.
Pendant ce temps, l’Official Charts Company a compilé l’historique des charts du groupe qui indique que, à l’insu duquel ils avaient, 25 Top 10 du Royaume-Uni, 26 Top 40 du Royaume-Uni, 27 Top 75 du Royaume-Uni, 20 semaines au numéro 1, 76 semaines dans le Top 10, 189 semaines dans le Top 40 et 282 Semaines dans le Top 75 dans le classement des singles au Royaume-Uni. Tandis que 7 no 1, 12 Top 10 du Royaume-Uni, Top 40, Top 75s, 7 semaines à la 1re place, 92 semaines dans le Top 10, 189 semaines dans le Top 40, et 299 semaines dans le Top 75 dans le UK Albums Chart. Ils ont également eu sept albums numéro un en huit ans, les plus numéros avec différents albums par un acte d’album de musique, groupe, groupe pop, et groupe masculin dans UK Albums Chart dans les années 2000 et le deuxième numéro un, à égalité avec Rod Stewart, avec des albums différents par un album de musique, groupe, groupe pop et groupe masculin au Royaume-Uni groupé par décennie depuis les Beatles dans les années 1960 et tous les temps. En Irlande, ils ont quatorze singles no 1 et dix albums no 1, le plus pour un groupe pop et un groupe et un groupe masculin et un acte, et un groupe irlandais à côté de U2.
Une deuxième déclaration a été publiée par l’intermédiaire de leur site officiel, disant que les fans continuaient d’être le meilleur système de soutien. Certains fans sur les réseaux sociaux se sont décrits comme se sentant « dévastés » à la suite des nouvelles de la scission.  Les gens ont laissé leurs messages sur Twitter en utilisant #WestlifeForever et #Westlife, il a tendance sur l’Irlande, l’Indonésie, la Nouvelle-Zélande, les Philippines, Singapour, la Suède et le Royaume-Uni. Un flux en direct de questions-réponses s’est produit le 28 octobre 2011 sous le nom de « merci » à leurs fans. Dans le cadre de celui-ci, ITV a commandé un événement musical unique comme ils ont pris à la scène pour chanter certains de leurs plus grands succès, il a été intitulé Westlife: For the Last Time. Une autre émission intitulée The Westlife Show: Live est diffusée depuis Studio One of London Studios sur la même chaîne le 1er novembre 2011.  Ils ont ensuite eu un invité en direct sur the Late Late Show. Ils ont été honorés à l’époque par le Scottish Exhibition and Conference Centre (SECC) avec quatre tabourets de bar spécialement commandés pour marquer 49 représentations sur le site de plus de 380 000 fans, vendant plus de billets que tout autre acte. Le groupe a donné son dernier concert le 23 juin 2012 au Croke Park Stadium en Irlande. Le spectacle de 82 300 places a été vendu en 4 minutes. En raison de cette demande populaire, une date supplémentaire a été ajoutée à Croke Park le 22 juin 2012, qui a également été épuisée. Ensemble, il y avait un total de 187 808 spectateurs les deux soirs, dépassant la capacité du stade. Leur dernier concert a également été projeté en direct dans plus de 300 salles au Royaume-Uni et 200 salles dans le monde entier.  Ils ont également publié un DVD, qui est allé à la numéro 1 dans le Royaume-Uni et le graphique irlandais. Cette année-là, ils ont également été déclarés le 34e numéro de tournée le plus rentable de l’année avec un bénéfice de 35,2 millions de dollars (27 millions d’euros). La tournée d’adieu s’est composée de huit dates en Chine et de 33 au Royaume-Uni et en Irlande; au total, le groupe a vendu 489 694 billets de la tournée. 
Cowell et certains médias prédisaient une éventuelle réunion à l’avenir, mais Westlife mit fin à cette spéculation en jurant qu’ils ne se réuniraient jamais. Les rapports ultérieurs du Daily Record ont dit qu’il y avait une « faille irréparable » dans le groupe, mais a été plus tard nié par une source proche du groupe disant : « Il n’y a pas de mauvais sang dans le groupe, ils sont toujours de grands copains. Mais toutes les bonnes choses prennent fin et elles sont toutes désireuses de faire leur propre chose." Plus tard, le groupe a également nié et a appelé la scission une « décision unie ». » Cependant, il a avoué trois mois après la scission, Byrne a dit que les membres du groupe se sont battus de plus en plus souvent dans les dernières années précédant la scission et il a estimé que c’était le bon moment pour mettre fin à leur temps ensemble. Un an après la fin de Westlife, ils ont accepté de liquider volontairement Bluenet Ltd, leur principale entreprise de divertissement, après avoir fait leurs propres chemins et divisé 2,3 millions d’euros à 595 500 euros chacun, sauf pour Filan qui a manqué tout cela comme il a déclaré faillite à ce moment-là en raison de problèmes de collision immobilière.
Depuis la scission, les quatre gars ont sorti des albums et des singles individuellement. Filan, avec trois albums studio et avec des singles et des tournées (avec des dates d’acte de soutien pour Lionel Richie) sorti et un Top 5 album à succès au Royaume-Uni. Feehily associé à un label indépendant (dont il est le co-réalisateur) et a sorti des albums et des singles. Il a également fait comme un acte de soutien à Mariah Carey et Wet Wet Wet. Egan a été élu Roi de la Jungle sur la série 2013 de la série I’m a Celebrity d’ITV, a sorti un album studio avec des singles, a été juge entraîneur sur The Voice of Ireland, et a été un acte de soutien pour Boyzone. Byrne a sorti un album studio, rejoint Strictly Come Dancing, animé plusieurs grandes émissions de télévision et de radio irlandaises, et représenté l’Irlande à l’Eurovision, qui était aussi son premier single solo. 
En 2014, Syco Music a déclaré au Sun: « Tous les gars sont pour elle en principe. C’est maintenant juste une question de trier tous les détails, Syco aimerait Brian de faire partie du groupe à nouveau. Il créerait le même genre de buzz que lorsque Robbie Williams est retourné à Take That. Mais les autres gars devront être convaincus parce qu’ils étaient toujours très clairs que quand Brian est parti, c’était pour de bon.

### Réunion, Nouveaux Singles et Tournées avec l'albumSpectrum(depuis 2018)

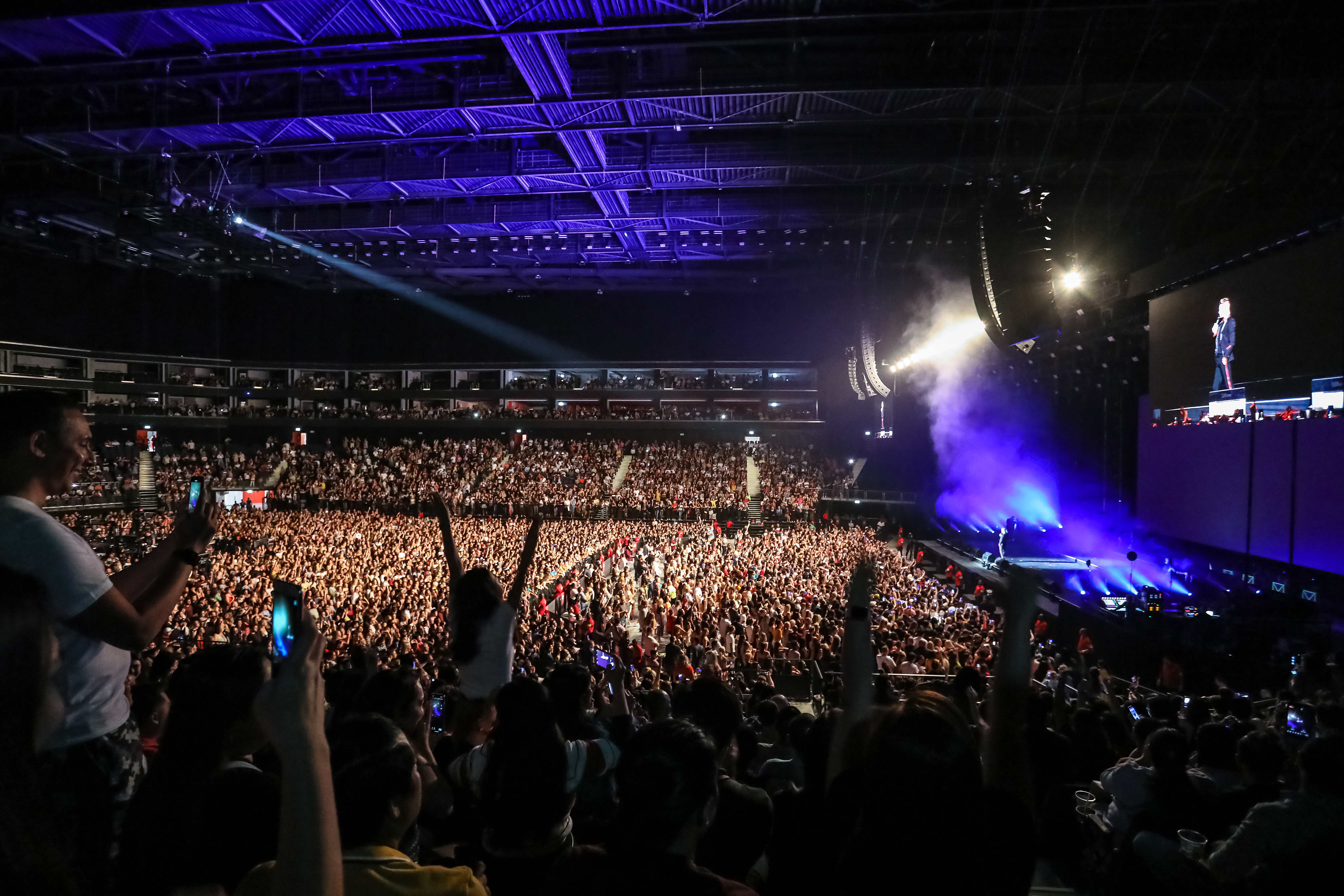
L'un des plus récents concert de Westlife, au l'Arène de Coca-Cola

Le 3 octobre 2018, le groupe a officiellement annoncé qu’il y aura de la nouvelle musique et une tournée à venir sur leurs comptes officiels de médias sociaux comme sur leur Instagram nouvellement créé. Leur histoire de retrouvailles a provoqué une énorme réaction des fans dans le monde entier. Selon les rapports, ils se préparaient à leur retour pour la dernière année de 2017 comme Feehily avait dit la même année qu’il espérait les réunir pour un bon rattrapage. Il a été révélé plus tard qu'Egan et Filan ont parlé de leurs retrouvailles pour la première fois quand Adele a publié « Hello » à la fin de 2015.  Tandis que Byrne a soulevé ses préoccupations au sujet d'où la musique de Westlife s’inscrit dans le marché actuel  et ne voulant pas que le retour soit  simplement un acte de « nostalgie » .  Il a poursuivi en disant: "Pendant que nous étions absents, nous avons réalisé ce que Westlife signifiait vraiment pour les fans - et pour nous."McFadden n’a pas été impliqué dans la réforme comme il l’a dit lors d’une interview avec Closer Magazine, " ... il n’y a aucune raison pour moi et les garçons de rester copains. Je n’ai rencontré les gars que lorsque j’ai rejoint le groupe et je n’ai aucun regret de partir" .Walsh a également déclaré dans des interviews séparées que les choses les plus importantes sont maintenant les chansons, il sera présenté comme une introduction à leur nouveau son et a ajouté: " J’attendais juste pour eux de décider quand. Il y avait des offres d’enregistrement sur la table, mais la cerise sur le gâteau a été Ed Sheeran écrit ces chansons étonnantes pour eux, ainsi que d’avoir Steve Mac, qui a produit leurs premières chansons, sur la bonne voie aussi. " [...] « L’apport de Sheeran ajoute un bord contemporain », « J’ai entendu les deux premières chansons et ils sont tout simplement incroyables. L’un d’eux sera un seul co-écrit par Sheeran. Certains étaient composés depuis 2016. Le duo a co-écrit des succès récents comme la chanson la plus écoutée sur Spotify, « Shape of You », et aussi « Woman Like Me » de Little Mix, et « Yesterday » de Jess Glynne. Mac a révélé que le son signature du groupe sera de retour. Feehily et Filan ajoutaient : « Nous n’essayons pas de changer le son de Westlife, nous essayons d’évoluer », " Nous devons être un Westlife 2.0, une meilleure version de nous-mêmes. Nous voulions revenir et recréer le son de Westlife, mais mieux, et être un meilleur groupe, et la chose la plus importante à propos d’un groupe est la musique." Une comédie musicale et un film documentaire sur eux et leurs retrouvailles ont également été rapportés.
« Hello My Love », leur premier single depuis 2011 est sorti le 10 janvier 2019. Il atteint la première place de l’iTunes Store Top Songs dans plus de quinze pays dont le Royaume-Uni et l’Irlande, atteint le top 10 dans 23 pays et n’est classé dans plus de 50 pays quelques minutes seulement après sa sortie. Il est sorti en quatre versions officielles : Original, instrumental, acoustique et remix. Leur première apparition au Royaume-Uni, à la télévision mondiale et professionnelle enregistrée, performance en sept ans et du single a été sur The Graham Norton Show le 11 Janvier 2019 où il a été étiqueté comme « l’un des retours les plus attendus de la télévision de la décennie ».  Ils ont également joué le single sur le 24e National Television Awards le 22 Janvier 2019 et c’était leur première performance télévisée en direct, d’abord The O2 Arena et performance arène ensemble en sept ans. Leur première performance irlandaise et leur première apparition à la télévision ont eu lieu à la suite de la soirée finale de Dancing With the Stars Ireland le 24 mars 2019. Leur première tournée et leur première tournée promotionnelle en général et pour une seule sortie ensemble en dehors du Royaume-Uni et de l’Irlande en sept ans ont eu lieu à Singapour du 29 janvier 2019 au 1er février 2019.  Il a atteint le numéro deux en Irlande et en Ecosse. Il s’agit de leur classement le plus élevé dans leurs classements officiels en simple depuis le single « What About Now » du groupe en 2009, il y a dix ans.
Le long métrage sortira le 15 novembre 2019. Il est dans différents formats comme le CD, le téléchargement numérique, le vinyle, et une édition de coffret limitée. Certains formats de l’album sont livrés avec leur marchandise de tournée officielle. Il s’agit de leur onzième album studio, leur premier album majeur à sortir en huit ans et premier album studio en neuf ans. En novembre 2018, les liens de précommande pour le prochain album sont sortis sur Amazon Australia, Japon, Royaume-Uni et HMV. L’album s’intitule Spectrum. L’album a atteint la première tête de l’Irlande, de l’Écosse et du Royaume-Uni et a été certifié or au Royaume-Uni et en platine en Irlande. Il s’agit de leur premier album numéro un en douze ans au Royaume-Uni et en huit ans en Irlande. C’est aussi l’album le plus vendu en 2019 en Irlande. Il s’agit de leur huitième album numéro un au Royaume-Uni qui en fait le cinquième groupe (quatrième jusqu’à ce que Coldplay obtienne leur huitième album numéro un une semaine après) à avoir huit albums numéro un au Royaume-Uni avec des gens comme Led Zeppelin, et R.E.M. Dans l’ensemble, ils sont l’un des dix seuls groupes qui a eu huit albums numéro un. Il marque leur onzième album numéro un en Irlande.
Pour promouvoir l’album avant sa sortie, d’autres singles sont sortis comme le second, également par Mac et Sheeran avec Fred Again (George Ezra, Prettymuch, Rita Ora), qui s’appelait « Better Man ». Il s’agissait de leur deuxième numéro un du UK Singles Physical Chart et a atteint la deuxième place du UK Singles Sales Chart et du Scottish Singles Chart en 2019. Il a également été publié en version orchestrale et acoustique. Le troisième single, « Dynamite », est sorti le 5 juillet 2019 et est sorti en trois mixes différents. Le single a été leur 27e Top 10 frappé en Écosse et 29e Top 40 frappé en Irlande. Le quatrième single de l’album, « My Blood », est sorti le 25 octobre 2019. « Mon sang » a fini par culminer à la 99-six sur le UK Singles Chart et au numéro six sur le Scottish Singles Chart. Il a également atteint le nombre de quarante-six dans le classement irlandais des singles.
Depuis leur retour en 2018, leurs précédents singles , « What About Now », « World of Our Own », « Queen of My Heart » et « If I Let You Go » ont atteint les certifications d’or plus élevées au Royaume-Uni après dix, dix-sept, dix-huit et vingt ans de ses sorties respectivement. « Flying Without Wings » a été certifié Platinum vingt ans après sa sortie. Alors que « The Rose » après treize ans, et « Bonjour mon amour » après quatre mois revendiqué ses certifications d’argent depuis ses sorties respectivement dans le même pays. Six ont été certifiés en 2019, un en 2018.
Dans la soirée du 17 octobre 2018, les dates de leur dernière tournée au Royaume-Uni et en Irlande ont été annoncées sur les réseaux sociaux de Westlife et s’intitulaient The Twenty Tour. Un site de pré-commande du nouvel album Westlife à venir, à la fois non signé et limité signé (qui a été prise quelques minutes plus tard), de leur magasin officiel a été cité où les fans recevront un code exclusif de pré-vente pour les billets d’accès anticipé à la tournée 2019. Les billets de prévente étaient tous complets avant la vente générale et l’événement avait été décrit comme un « grand» ce qui rend les dates de tournée originales vendus au moment même de son ouverture des ventes générales. La tournée avait douze dates originales et quatorze dates supplémentaires ajoutées sur des endroits comme Liverpool, Leeds, et Sheffield en moins de sept heures en raison de la forte demande. =] Dans leur première interview imprimée complète en tant que groupe en six ans, ils ont dit : « Nous arriverons à tout le monde par la suite. » Egan a ajouté: « Chaque pays qui veut voir Westlife nous verra à un moment donné. Nous ne nous en éloignerons pas tant que nous n’aurons pas réussi à faire le tour du monde. la tournée a un total de cinquante et une dates et a eu lieu dans certaines des plus grandes arènes intérieures et stade d’Europe et d’Europe. C’était leur tournée la plus vendue à ce jour.
Le deuxième jour de la tournée à Croke Park a eu une diffusion en direct dans certains cinémas dans au moins quatorze pays européens le 6 juillet 2019, et dans plus de 600 cinémas en direct par satellite au Royaume-Uni et en Irlande seulement. Une diffusion retardée dans au moins neuf pays asiatiques, dont Hong Kong, l’Inde, les Émirats arabes unis, Bahreïn, le Qatar, et en Australie et en Nouvelle-Zélande, a également été diffusée à partir d’août 2019. Ils ont embauché l’équipe du Cirque du Soleil pour la production, la scénographie et les routines de la tournée. Une projection de cinéma de suivi de la date de tournée filmée a été produite à partir d’août 2019 ainsi que dans une version de chanter qui a commencé au Danemark, en Irlande et au Royaume-Uni. Celui-ci sortira dans un album vidéo sous différents formats le 13 mars 2020.

## Popularité du groupe
Le premier album et le single de Westlife coïncidèrent avec l’apogée de la popularité du boys band, et leur succès fut le plus évident en Irlande, au Royaume-Uni et dans la plupart des pays continentaux africains, asiatiques, australiens et européens. Ils ont également obtenu des certifications d’albums au Brésil, au Mexique et aux États-Unis. Ils ont eu 13 tournées de concerts dans le monde entier et vendu plus de 5,5 millions de billets. Voté dans le monde entier comme le meilleur boys band sur MTV Battle of the Boybands avec trente-deux groupes dans les choix en 2012. Leur bataille entre [[Backstreet Boys]] a recueilli le taux de votes le plus élevé avec plus d’un million dans un temps de vote spécifique seulement. Le total des votes tout au long de la compétition de deux semaines a obtenu plus de 12 millions de votes. La bataille finale était entre eux et les [[Jonas Brothers]] . Ils ont plus de 50 000 membres officiels de club de fans dans la Chine continentale seulement en 2006. Toujours dans le plus grand site de streaming musical de Chine, QQ Music, ils sont le boys band occidental le plus suivi, le troisième groupe occidental, le quatrième groupe masculin et le vingt-cinquième groupe musical international en août 2019. Le boys band One Direction a été confondu avec Westlife au Ghana. Ils sont le plus vendu international, l’acte d’album étranger dans l’histoire des disques de musique indonésienne et philippine. Ils sont le seul artiste international qui est en mesure de vendre un album avec plus d’un million d’unités en Indonésie et leurs westlife et côte à côte albums sont dans le top dix best-sellers albums de tous les temps aux Philippines. Ils sont l’artiste de musique le plus regardé du Vietnam sur YouTube en 2015. Leur version de « You Raise Me Up » est dans le top 75 des singles les plus vendus de tous les temps en Australie. Voté par le public quatre fois comme Le record de l’année et deux fois plus que le Best Pop Act sur brit Awards au Royaume-Uni où ils ont également le plus de prix et de nominations sur l’histoire de lad.catégorie. Dans les années 2000, « Swear It Again » est devenu une chanson populaire pour les mariages et les funérailles dans les îles britanniques. En 2009, « Flying Without Wings » a été répertorié comme la septième chanson la plus populaire pour les premières danses du mariage au Royaume-Uni.  En 2012, leur version de « You Raise Me Up » et aussi « Flying Without Wings » a fait pour le top 20 des chansons les plus populaires utilisés lors des funérailles. En 2016, trois de leurs chansons (« I’ll See You Again », « Flying Without Wings », « You Raise Me Up ») ont fait partie des meilleurs choix de musique pop pour les funérailles en Irlande. En 2019, « You Raise Me Up » est apparu comme le huitième top choix de musique pop dans les funérailles au Royaume-Uni et le deuxième en Irlande du Nord. En Corée du Sud, leurs albums Coast to Coast et World of Our Own sont les deux albums les plus vendus d’un boys band occidental de tous les temps et neuf albums sur vingt répertoriés dans les albums les plus vendus des boys bands occidentaux de tous les temps sont du groupe. Toujours en Corée du Sud, leurs singles « My Love » et « You Raise Me Up » sont restés dans le top 75 des charts officiels internationaux de karaoké depuis la création des charts en décembre 2010 jusqu’à la sortie de son récent palmarès. Le seul numéro irlandais, le groupe pop, le boys band à avoir deux des précédents Marvel Hollywood Actors avait été moulé dans deux des clips des gars. Vinnie Jones qui a joué comme Juggernaut dans X-Men: The Last Stand a été présenté comme le duc Vincent dans « Bop Bop Baby », tandis qu’Ioan Gruffudd qui a joué comme M. Fantastic dans Fantastic Four 2005 et 2007 a été présenté comme l’un des clients de grande classe dans « Uptown Girl ». Le seul numéro irlandais, le groupe pop, le boys band à avoir travaillé avec trois juges d’American Idol (Mariah Carey, Simon Cowell, Lionel Richie). La chanson de démonstration « Beautiful in White » a atteint plus de 242 millions de vues (sur une seule vidéo seulement) sur YouTube en novembre 2019, ce qui en fait la chanson originale la plus réussie d’un numéro pop qui n’a pas été publié en tant que single officiel et n’a jamais fait d’albums (jusqu’à ce que Filan sorte une version différente de son album solo, accompagnée d’un clip officiel). Leur chanson « My Love » est la vidéo Facebook la plus regardée, la plus aimée et la plus partagée d’un boys band et leur vidéo medley est aussi la deuxième plus aimée. 
Ils ont été invités par Wayne Rooney et Coleen Rooney à chanter lors de leur réception de mariage à Portofino, Abbey of Cervara, Italie et a été payé 400 000 euros, l’un des actes les mieux payés, le plus élevé pour un groupe pop, boy band et irlandais acte et bande pour un mariage dans l’histoire du monde. Ils sont le groupe pop préféré de Coleen, également invité à son 21e anniversaire, mais n’a pas été en mesure de le faire. Egan a déclaré plus tard que c’était plus de Rooney qui est un grand fan du groupe comme leur a révélé Coleen. Le groupe se produit également pour le Sultan de Brunei, une occasion au cours de laquelle ils reçoivent 2,5 millions d’euros pour jouer un concert privé de sept chansons. Ils se sont également produits au Concert du prix Nobel de la paix en 2000 avec « I Lay My Love on You » et « My Love », en 2005 avec les chansons « World of Our Own » et « You Raise Me Up » avec Rolf Làvland et Fionnuala Sherry, et en 2009 avec « What About Now » et « You Raise Me Up » devant l’ancien président américain Barack Obama et l’ont rencontré par la suite. Ils ont également joué pour la reine Elizabeth II deux fois et pour le pape Jean-Paul II une fois dans une émission de télévision de concert en direct et ont serré la main avec eux après. Ils ont été le premier groupe pop à figurer en tête de la facture de divertissement à la Cité du Vatican et un concert privé pour le pape. Ils ont également rencontré personnellement l’ancien Premier ministre britannique Tony Blair et ont également choisi des autographes pour sa fille. Le groupe est également mentionné dans la version livre de Me Before You, sortie en 2012. Les chansons de Westlife ont également été utilisées comme bandes sonores de films à six reprises, dont « Safe » pour Dolphin Tale en 2011, « You Raise Me Up » pour Boys D’Movie de Mme Brown en 2014 et « Flying Without Wings » pour Pokemon: The Movie 2000. Leurs chansons ont également été utilisées comme bandes sonores pour des émissions de télévision telles que Britain’s Got Talent, Coronation Street, Dancing on Ice, Emmerdale, EastEnders, So You Think You Can Dance UK, et The X Factor UK (ils sont les plus joués professionnels et internationaux live music acte dans X Factor ainsi). Le nom de Westlife a été utilisé par le personnage principal Vicky Pollard dans la populaire série télévisée comique britannique Little Britain avec l’une de ses lignes célèbres, « échanger son bébé pour un CD Westlife ». Ils ont été référencés dans le cadre de la culture pop des années 1990 sur le clip 2018 du groupe britannique Busted en 2018, « 900 ». Leurs chansons apparaissent dans plus d’un millier d’albums de compilation. 
Malgré leur succès dans le monde entier, Westlife n’a pas été en mesure de percer le marché américain. Ils n’ont eu qu’un seul coup sûr aux États-Unis, « Swear It Again », qui a culminé à la 20e place du Billboard Hot 100 en 2000. Le groupe a fait une apparition sur MTV Total Request Live et l’édition américaine de leur premier album, Westlife a été libéré, mais il n’a pas rencontré de succès. En 2002, avec les deux boys bands les plus en vue aux États-Unis, les Backstreet Boys et NSYNC, en pause cette année-là, une tentative a été faite pour promouvoir et sortir une version américaine de « World of Our Own », mais n’a jamais été couronnée de succès. Billboard a appelé l’échec dû à la politique d’entreprise. 
« Nous avons envoyé un CD de World of Our Own sans nom dessus. Ils ne savaient pas que c’était Westlife et toutes les stations de radio aux États-Unis - tous sont revenus et a dit que c’est un succès absolument énorme. Ils ont dit que c’était génial pour la radio et les gens vont adorer, d’autant plus qu’il ya juste un peu de guitare rock à elle. Mais dès que nous avons révélé que c’était Westlife, les pluggers radio tous allé, « Whoa, pas Westlife - c’est un boysband. Et nous ne pouvons pas briser cela, quelle que soit la chanson avec laquelle nous sortons. Le problème avec l’Amérique, c’est que c’est toute la radio et vous devez d’abord percer la radio. Et actuellement la radio ne veut pas jouer des boys bands ou de la musique pop. Si Bono a écrit une chanson avec nous demain et que c’était le plus grand succès au monde, si le nom de Westlife lui est mis, ce ne sera pas un succès en Amérique parce que la radio ne nous jouera pas."
— Nicky Byrne, entrevue du 8 juillet 2003
Ruben Studdard, vainqueur de la saison 2, a atteint le deuxième rang des États-Unis lorsque Ruben Studdard, vainqueur de la saison 2, l’a enregistré et sorti comme son premier single. En 2003, Westlife est allé à Nashville pour filmer un documentaire télévisé. Pendant qu’ils étaient là, ils ont donné une performance en direct de la chanson « Daytime Friends », à l’origine par le chanteur de musique country Kenny Rogers. Bien que Westlife n’ait pas connu autant de succès aux États-Unis qu’ailleurs, leur musique était toujours appréciée. Kid David Corey, assistant et directeur musical au top 40 WXKS (Kiss 108) station de radio à Boston, Massachusetts était un partisan de Westlife qui a été enregistré en disant : « Des groupes comme Backstreet Boys et N Sync sont encore en train d’grimper dans les charts, et la radio les soutient, donc je ne pense pas que la chose du boys band va leur faire du mal. D’ailleurs, cette chanson ["Swear it Again"] est tout simplement trop bon pour que tout cela soit une préoccupation. Je ne peux pas imaginer que quelqu’un ne joue pas cela parce que c’est un autre boys band, surtout quand il ne sonne même pas comme ces autres gars."
Célébrités comme Elton John, Sharon Osbourne, Chris Martin de Coldplay, Jamie Vardy, Mike Tyson, Martine McCutcheon, Niall Horan des One Direction, Neil Murillo, Leona Lewis, C. J. Stander, Daniel Bedingfield, Ed Sheeran, Rebecca Ryan, John Newman, Emily Atack, Calvin Harris, Sam Mangubat, Stormzy, Greg O’Shea, Sofie Hagen, Gemma Collins, Matt Kilgallon, Shona McGarty, Alexandra Burke, Harry Styles des One Direction, Michael Devlin, Scott McKenna, Edett , Dan Osborne, Union J, James Arthur, Zhong Chenle et Robert Pattinson ont reconnu leur amour pour la musique de Westlife. Certains artistes de musique bien connus comme Ronan Keating, Will Young, Shayne Ward et Ruben Studdard ont également repris leurs chansons. Les One Direction ont beaucoup été influencés par la musique des Westlife.

## Records du groupe
Westlife est certainement l'un des groupes de musique les plus réussis de tous les temps dans la plupart des territoires du monde entier, et l’un des rares groupes à avoir continué à connaître le succès après leur pic commercial. Sur le groupe les plus vendus de tous les temps, ils sont actuellement huitièmes dans le monde avec le groupe le plus vendu de l’Irlande dans l’histoire mondial.
L'Official Charts Company a compilé l’historique des charts du groupe qui indique qu'ils avaient passés 25 semaines Top 10 du Royaume-Uni, 26 semaines Top 40 du Royaume-Uni, 27 semaines Top 75 du Royaume-Uni, 20 semaines au numéro 1, 76 semaines dans le Top 10, 189 semaines dans le Top 40 et 282 Semaines dans le Top 75 dans le classement des singles au Royaume-Uni. Ils ont également eu sept albums numéro un en huit ans, les plus numéros avec différents albums par un acte d’album de musique, groupe, groupe pop, et groupe masculin dans UK Albums Chart dans les années 2000 et le deuxième numéro un, à égalité avec Rod Stewart, avec des albums différents par un album de musique, groupe, groupe pop et groupe masculin au Royaume-Uni groupé par décennie depuis les Beatles dans les années 1960 et tous les temps. En Irlande, ils ont quatorze singles no 1 et dix albums no 1, le plus pour un groupe pop et un groupe et un groupe masculin et un acte, et un groupe irlandais à côté de U2.
Selon la British Phonographic Industry (BPI), Westlife a été certifié pour 13,1 millions d’albums, 1,3 million d’albums vidéo et 10,2 millions de singles, avec un total de plus de 24 millions de ventes combinées au Royaume-Uni. Ils sont également actuellement classés 19e avec le plus d’albums numéro un de tous les temps et le sixième groupe le plus haut dans la liste. Le groupe a accumulé 14 singles numéro un en tant qu’artiste principal ainsi que huit albums numéro un au Royaume-Uni, ce qui en fait les meilleurs top-toppers de l’Irlande. En 2012, l’Official Charts Company a classé Westlife 34e parmi l’artiste de singles le plus vendu, 16e parmi les groupes les plus vendus, et 14e avec la plupart des dix meilleurs succès tous les plus élevés pour un boys band et un groupe pop dans l’histoire de la musique britannique. Ils sont le groupe d’albums le plus vendu de la décennie des années 2000 au Royaume-Uni ainsi. Trois de leurs albums studio faisaient partie des 50 albums les plus vendus de tous les temps au Royaume-Uni. Le groupe a le numéro un album le plus consécutif en une décennie au Royaume-Uni et en Irlande pour un groupe depuis les Beatles et pour un groupe pop et agir depuis ABBA. Toujours en Irlande, ils ont 11 albums numéro un avec un total de 13 top-deux albums, 16 singles numéro un ainsi que 34 singles top-fifty.
Ils sont détenteurs des records du monde Guinness suivants: premier à atteindre sept singles numéro un consécutifs au Royaume-Uni, la plupart des apparitions publiques en 36 heures par un groupe pop, la plupart des singles pour faire leurs débuts à la première place sur le classement britannique et le groupe d’albums le plus vendu au Royaume-Uni au XXIe siècle.
Westlife est l’un des groupes musicaux les plus réussis de tous les temps, parmi les actes les plus en vue dans la culture populaire des années 2000 dans la plupart des territoires du monde entier, et l’un des rares boys bands à avoir continué à connaître le succès après leur pic commercial. Sur les boys bands les plus vendus de tous les temps, ils sont actuellement huitièmes dans le monde avec le boys band le plus vendu de l’Irlande dans l’histoire mondiale. 
Westlife n’ont pas réussi à percer sur le marché américain jusqu’à présent, réalisant un seul coup sûr en 2000, « Swear It Again ». Malgré cela, les États-Unis se sont classés parmi les cinq premiers pour le nombre de vues du groupe avec un total annuel de plus de 30 millions sur leur seule chaîne YouTube officielle avec plusieurs vidéos téléchargées en juin 2018. 
Le groupe pop a reçu de nombreuses distinctions, dont un World Music Award, deux Brit Awards, quatre MTV Awards, quatre Records of the Year Awards, avec un total de 91 prix et 20 nominations à ce jour. En direct, Westlife a vendu 5,5 millions de billets de concert dans le monde entier à partir de leurs quatorze tournées de concerts à ce jour. Ils détiennent toujours le record pour le plus grand nombre de spectacles joués à la SSE Arena, Belfast et SSE Arena, Wembley. Cela en fait le plus grand acte d’arène de tous les temps au Royaume-Uni. Leur quatorzième et dernière tournée de concerts s’appelle Stadiums in the Summer Tour. 

## Informations diverses
Tous les membres de Westlife sont également auteurs-compositeurs. Kian et Bryan jouent du piano et de la guitare depuis leur plus jeune âge.
Bryan Mac Fadden, qui a, depuis son départ, repris l'orthographe originale de son prénom (Brian), a sorti en septembre 2004 son premier single, Real to Me, numéro un des tubes au Royaume-Uni, et un premier album. Après sa séparation d'avec Kerry Katona, ex-membre du groupe Atomic Kitten, avec qui il a eu deux enfants, il est en couple avec Delta Goodrem, chanteuse australienne, jusqu'en avril 2011, date à laquelle ils rompent leurs fiançailles.
Tous les membres de Westlife ont su jongler vie publique et vie privée. Au mois d'août 2003, Nicky Byrne a épousé Georgina Ahern, fille du premier ministre Irlandais Bertie Ahern et sœur de la romancière Cecelia Ahern, avec qui il a eu des jumeaux (Rocco Bartholomew et Jay Nicholas) le 20 avril 2007. Shane Filan a épousé Gillian Walsh le 28 décembre 2003, et ils ont eu une petite fille prénommée Nicole au mois de juillet 2005, ainsi que deux autres garçons, Patrick et Shane Junior. Kian Egan est marié avec Jodie Albert, actrice de soap britannique depuis le 8 mai 2009 et a eu un fils Koa en décembre 2011, et Mark Feehily, qui a récemment annoncé son homosexualité, est actuellement fiancé avec Kevin Mc Daid, membre du groupe pop V.
Si Westlife n'est pas encore véritablement connu aux États-Unis, leur chanson fétiche, Flying Without Wings, y est très connue, car elle a été reprise par le gagnant de American Idol Ruben Studdard. En 2003, dans le cadre d'un documentaire pour la télévision britannique, le groupe est allé enregistrer à Nashville une reprise du célèbre chanteur country Kenny Rogers Daytime Friends and Nighttime Lovers, une version qui leur a valu de nombreux compliments.

## Discographie

### Albums
- 1999 Westlife #2 UK, #129 USA, #15 AUS [28]
- 2000 Coast To Coast #1 UK, #40 AUS
- 2001 World Of Our Own #1 UK
- 2002 Unbreakable - The Greatest Hits - Vol. 1 #1 UK, #66 AUS
- 2003 Turnaround #1 UK
- 2004 Allow Us To Be Frank #3 UK
- 2005 Face to Face #1 UK, #1 Australie (Platinum 70,000)
- 2006 The Love Album #1 UK (Album de reprises)
- 2007 Back Home #1 UK
- 2009 Where We Are
- 2010 Gravity
- 2011 Greatest Hits
- 2014 The Lovesongs
- 2019 Spectrum

### Singles
- "Swear It Again" (1999) #1 UK, #20 USA, #12 AUS
- "If I Let You Go" (1999) #1 UK, #13 AUS
- "Flying Without Wings" (1999) #1 UK, #35 AUS
- "I Have a Dream"/"Seasons in the Sun" (1999) #1 UK (I Have a Dream est une reprise du groupe ABBA, Seasons in the Sun est une adaptation du "Moribond" de Jacques Brel)
- "Fool Again" (2000) #1 UK
- My Private Movie (sorti exclusivement au Japon)
- "Against All Odds (Take A Look At Me Now)" (avec Mariah Carey) (2000) #1 UK
- "My Love" (2000) #1 UK, #36 AUS
- "What Makes A Man" (2000) #2 UK
- "I Lay My Love On You" (2001) #29 AUS (sorti exclusivement en Australie, en Asie et en Europe)
- "Uptown Girl" (2001) #1 UK, #6 AUS (Sorti au profit de Comic Relief) (Uptown Girl est une reprise de Billy Joel)
- "When You're Looking Like That" #19 AUS (sorti exclusivement en Australie et en Europe)
- "Queen Of My Heart" (2001) #1 UK
- "World of Our Own" (2002) #1 UK, #21 AUS
- "Bop Bop Baby" (2002) #5 UK
- "Unbreakable" (2002) #1 UK
- "Tonight/Miss You Nights" (2003) #3 UK
- "Hey Whatever" (2003) #4 UK
- "Mandy" (2003) #1 UK (Mandy est une reprise de Barry Manilow)
- "Obvious" (2004) #3 UK
- "Ain't That A Kick In The Head (2004) (sorti exclusivement en Europe) (Ain't that a kick in the head est une reprise de Frank Sinatra)
- "Smile" (2004) UK Download
- "Flying Without Wings Live" (2004) UK Download (premier numéro 1 du UK Download Chart)
- "You Raise Me Up" (2005) #1 UK, #4 Australie
- "When You Tell Me That You Love Me" (avec Diana Ross) (2005) #2 UK (When you tell me that you love me est une reprise de Diana Ross)
- "Amazing" (2006) #4 UK
- "The Rose" (2006) #1 UK (The Rose est une reprise de Bette Midler)
- "Home" (2007) #3 UK (Home est une reprise de Michael Bublé)
- "Us Against The World" (2008)
- "What About Now" (2009)
- "Lighthouse" (2011)

### DVD
- "The Westlife Story" (1999)
- "Coast to Coast" (2000)
- "Dreams Come True" (Concert à Dublin) (2001)
- "Unbreakable : the Greatest Hits DVD" (2002)
- "The Greatest Hits Tour DVD" (concert à Manchester)(2003)
- "Turnaround Tour" (concert à Stockholm) (2004)
- "The Number Ones Tour" (concert à Sheffield) (2005)
- "Live At Wembley" (2006)
- "Back Home"(2007)
- "Live At Croke Park Stadium" (2008)
- "Where We Are Tour: Live From The O2" (2010)
- "Gravity Tour" (2011)
- "The Farewell Tour" (2012)